# Marcos Rojo
Faustino Marcos Alberto Rojo (født 20. marts 1990 i La Plata, Argentina) er en argentinsk fodboldspiller (forsvarer). Han spiller for C.A Boca Juniors i Argentina, som han har repræsenteret siden februar 2021.
Rojo har tidligere spillet i den portugisiske Primeira Liga-klub Sporting Lissabon, for Estudiantes de La Plata i sit hjemland, samt for Spartak Moskva i Rusland og Manchester United i England.

## Landshold
Rojo står (pr. august 2014) noteret for 28 kampe for det argentinske landshold. Han debuterede for argentinerne den 9. februar 2011 i en venskabskamp mod Portugal.
Rojo var en del af den argentinske trup, der vandt sølv ved VM i 2014 i Brasilien og blev også udtaget til VM 2018 i Rusland.